# Викса
Викса (рус. Выкса) град је у Русији у Нижегородској области. Према попису становништва из 2010. у граду је живело 56.196 становника.

## Становништво
Према прелиминарним подацима са пописа, у граду је 2010. живело 56.196 становника, 5.461 (8,86%) мање него 2002.
| 1939.  | 1959.  | 1970.  | 1979.  | 1989.  | 2002.  | 2010.  |
| ------ | ------ | ------ | ------ | ------ | ------ | ------ |
| 26.548 | 40.275 | 46.371 | 53.685 | 61.149 | 61.657 | 56.201 |